# Valerio Valeri

Wappen von Valerio Kardinal Valeri

Valerio Kardinal Valeri (* 7. November 1883 in Santa Fiora, Provinz Grosseto, Italien; † 22. Juli 1963 in Rom) war ein Kurienkardinal der römisch-katholischen Kirche.

## Leben
Valerio Valeri studierte in Rom die Fächer Katholische Theologie und Philosophie. Er empfing am 21. Dezember 1907 das Sakrament der Priesterweihe und arbeitete anschließend als Dozent am Seminar von Fano. Von 1904 bis 1920 war er Theologiedozent in Rom, während des Ersten Weltkriegs leistete er Dienst als Militärkaplan. 1920 trat er in die Dienste des Staatssekretariates, ab 1921 arbeitete er für die Apostolische Nuntiatur in Frankreich.
1927 ernannte ihn Papst Pius XI. zum Titularerzbischof von Ephesus und bestellte ihn zum Apostolischen Delegaten für Ägypten und Arabien. Die Bischofsweihe spendete ihm Donato Raffaele Kardinal Sbarretti Tazza; Mitkonsekratoren waren Kurienerzbischof Pietro Benedetti und Giuseppe Angelucci, Bischof von Città della Pieve. 1933 entsandte ihn Papst Pius XI. als Apostolischen Nuntius nach Rumänien, 1936 übertrug er ihm die gleiche Aufgabe in Frankreich. Am Ende seiner Dienstzeit in Frankreich im Jahre 1944 wurde Valerio Valeri das Großkreuz der Ehrenlegion verliehen. Von 1944 bis 1948 arbeitete er in der Abteilung für besondere kirchliche Angelegenheiten innerhalb des Vatikanischen Staatssekretariates.
1948 ernannte ihn Papst Pius XII. zum Assessor der Kongregation für die orientalischen Kirchen und 1950 zum Präsidenten des Zentralkomitees für die Vorbereitung und Durchführung des Heiligen Jahres. Am 12. Januar 1953 wurde Valerio Valeri von Papst Pius XII. als Kardinalpriester mit der Titelkirche San Silvestro in Capite in das Kardinalskollegium aufgenommen und zum Kardinalpräfekten der Religiosenkongregation ernannt.
Valeri war Vorsitzender der Kommission für die Ordensleute, deren Mitglieder Papst Johannes XXIII. im Blick auf das angekündigte Zweite Vatikanische Konzil am 19. August 1960 ernannte. Er nahm an dessen erster Sitzungsperiode teil und blieb in dieser Zeit Vorsitzender der Konzilskommission für die Ordensleute.
Valerio Valeri starb am 22. Juli 1963 in Rom und wurde in der Gruft seiner Familie in Santa Fiora bestattet.